# Getapulien (naturreservat)
För andra betydelser, se Getapulien.
Getapulien är ett naturreservat i Lindesbergs kommun, som bildades av länsstyrelsen i Örebro län 2009.
Namnet Getapulien alluderar på det magra landskapet i regionen Apulien i södra Italien. Naturreservatet är 995 hektar stort, med väglösa skogs- och myrmarker som ägs av Sveaskog. 557 hektar är produktiv skogsmark, 428 hektar våtmark, 2 hektar är vatten och 8 hektar övrig mark. Getapulien har äldre tallskogar som ligger runt myrarna Stormossen och Spelmossen.
På myrarna växer skvattram, tranbär. sileshår och tuvsäv. I skogskanten till myrmarken finns fjärilar som svavelgul höfjäril, violett blåvinge och starrgräsfjäril. Av fåglar förekommer bland andra tjädrar, orrar. ljungpipare, grönbena och nattskärra.
Skogen är 100-200 år gammal, med enstaka 300-åriga gammaltallar.
Getapulien är ett Ramsarområde, det vill säga ett område som utsetts som värdefull våtmarkmiljö enligt Ramsarkonventionen.